# Hydrotaea tigrifemorata
Hydrotaea tigrifemorata är en tvåvingeart som beskrevs av Xue, Zhang och Liu 1994. Hydrotaea tigrifemorata ingår i släktet Hydrotaea och familjen husflugor.
Artens utbredningsområde är Jilin (Kina). Inga underarter finns listade i Catalogue of Life.